# Maja Winther Brandt Heisel
Maja Winther Brandt Heisel (født 23. oktober 1993) er en cykelrytter fra Danmark, der kører for Team Friis ABC ACR. Hun er uddannet jurist.